# QSTA United
 (août 2025).
Si vous disposez d'ouvrages ou d'articles de référence ou si vous connaissez des sites web de qualité traitant du thème abordé ici, merci de compléter l'article en donnant les références utiles à sa vérifiabilité et en les liant à la section « Notes et références ».
QSTA United est un club néerlandais de basket-ball basé dans la ville de Bemmel. Le club évolue en BNXT League.

## Joueurs et personnalités du club

### Entraîneur
- 2020-2021 :  Matthew Otten
- 2021-2023 :  Paul Vervaeck
- 2023- :  Jeroen van Vugt

### Joueurs emblématiques
- Andrés Ibargüen
- Austin Luke